# Galegeeska revoilii
Galegeeska revoilii (сомалійська місцева назва «сенгі») — вид ссавців родини стрибунцевих (Macroscelididae). Вид поширений у Сомалі, Джибуті, можливо Ефіопії. Зустрічається у жарких пустелях і напівпустелях. Вважався вимерлим з 1968 року, Міжнародний союз охорони природи присвоїв йому статус «Недостатньо даних», а природоохоронна організація Global Wildlife Conservation включила в список 25 найбільш розшукуваних видів. Але нещодавні польові дослідження, проведені у лютому 2019 року на території Джибуті, показали, шо цей вид є щонайменше звичайним для цієї країни. У пастки потрапило 8 особин (5 самців і 3 самиці). Зроблено висновок, що серйозних загроз існуванню виду немає. Науковці вважають, що вид слід віднести до таких, що викликають найменші побоювання.